# فریدریش انگلس
فریدریش انگِلس (به آلمانی: Friedrich Engels) (زادهٔ ۲۸ نوامبر ۱۸۲۰ در ووپرتال – درگذشتهٔ ۵ اوت ۱۸۹۵ در لندن) فیلسوف، مورخ و انقلابی کمونیست آلمانی و نزدیک‌ترین همکار کارل مارکس بود.

## تولد و تحصیل
فریدریش انگلس در تاریخ ۲۸ نوامبر سال ۱۸۲۰ در بارمن از توابع شهر ووپرتال آلمان زاده شد. پدرش مردی توانگر بود و کارخانهٔ نساجی داشت. انگلس دورهٔ دبیرستان را در ووپرتال گذراند. یک سال پیش از پایان تحصیلات، به خواست پدر مدرسه را رها کرد تا در شرکت او کارآموزی کند.

## دوران جوانی
آشنایی از نزدیک با وضع دشوار معیشتی کارگران، روح انتقادی او را شعله‌ور ساخت. ۲۱ ساله بود که با نام مستعار «فریدریش اسوالد»، نخستین رسالهٔ انتقادی خود را تحت عنوان «نامه‌هایی از ووپرتال» منتشر ساخت. در همان سال داوطلبانه به خدمت سربازی رفت، ولی همزمان از درس‌گفتارهای فلسفی در دانشگاه برلین دیدن می‌کرد و به‌زودی به محفل روشنفکری «هگلی‌های جوان» پیوست. در کانون مباحث این محفل، مسائل مربوط به دین و ضرورت نقد آن قرار داشت.

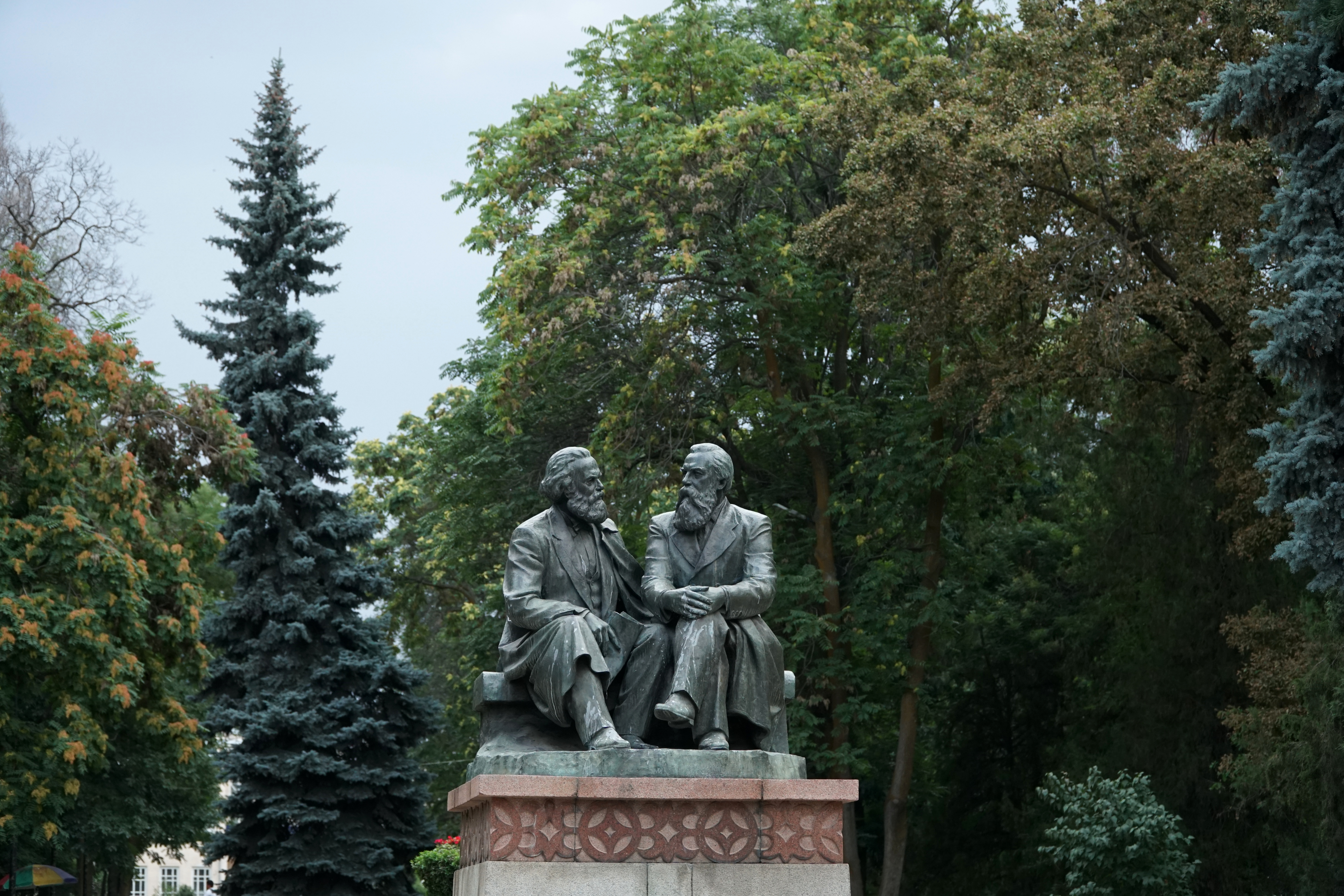
مجسمه انگلس و مارکس

## دیدار با مارکس
نخستین دیدار انگلس با کارل مارکس در سال ۱۸۴۲ در تحریریهٔ روزنامهٔ «راینیشه» در شهر کلن روی داد. انگلس پس از آن به انگلستان رفت تا در شهر منچستر در کارخانهٔ نساجی پدرش، کارآموزی خود را در رشتهٔ بازرگانی به پایان رساند. وضعیت طبقهٔ کارگر در انگلستان او را به‌شدت متأثر ساخت و به دگرگونی ژرف سیاسی در دیدگاه‌های او انجامید. در همین زمینه بررسی‌های نظری او آغاز شد و سرانجام در کتاب‌های «وضعیت طبقهٔ کارگر در انگلستان» و «طرحی برای نقد اقتصاد ملی» بازتاب یافت. وی در این آثار، مالکیت خصوصی بر ابزار تولید را مورد انتقاد قرار داده، زیرا معتقد بود مالکیت خصوصی، نیروی کار انسانی را به کالایی فرومی‌کاهد که بهای آن تابع عرضه و تقاضاست. این دیدگاه‌های انگلس، مارکس را به شدت تحت تأثیر قرار داد.

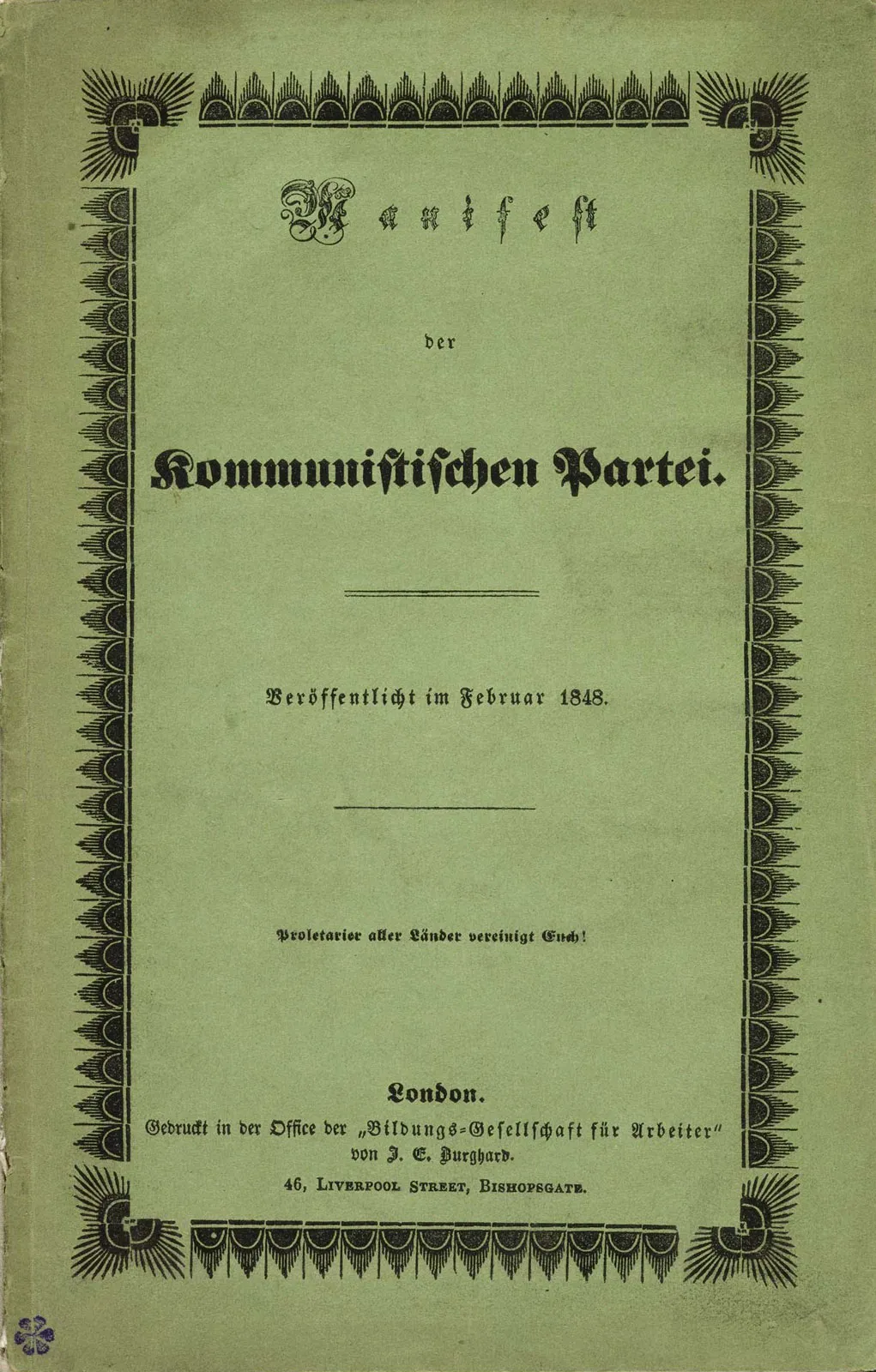
مانیفست حزب کمونیست، اثر مشترک مارکس و انگلس

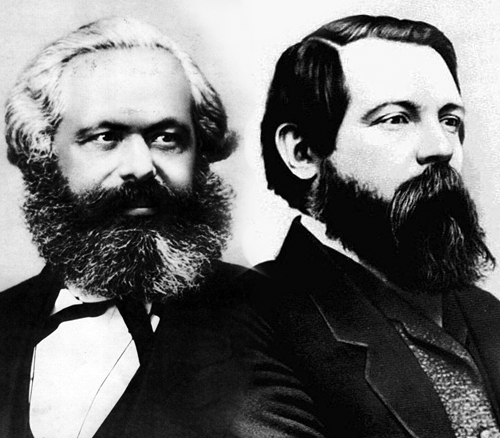
تصویر انگلس (سمت راست) و مارکس (سمت چپ)

## همکاری با مارکس
انگلس از سال ۱۸۴۴ شروع به همکاری با کارل مارکس و «آرنولد روگه» کرد که در پاریس «سالنامهٔ آلمان و فرانسه» را منتشر می‌کردند. در همین ایام، سفر او به پاریس و دیدار دوباره با مارکس، به دوستی و همکاری ژرفی میان آن دو انجامید که تا پایان عمر ادامه داشت. میان آن دو ۱۴۰۰ نامه رد و بدل شده‌است.
مارکس و انگلس در سال ۱۸۴۷ طرحی ارائه کردند که مبانی کمونیسم را توضیح داده بود. در پی آن «اتحادیهٔ کمونیست‌ها» را در لندن و سرانجام «انجمن کارگران آلمان» را در بروکسل بنیاد گذاشتند. آن دو یک سال پس از آن «مانیفست حزب کمونیست» را منتشر کردند که در آن کارگران جهان به اتحاد برای پایان دادن به نظام بهره‌کشی فراخوانده شده بودند. این کتاب تا کنون به بیشتر زبان‌های دنیا ترجمه شده‌است.

## بعد از مارکس
بعد از مرگ مارکس، انگلس به‌قول لیبکنشت در نقشِ «ویولن اول»، با مسئولیت‌های به‌مراتب بیش‌تری مواجه شد. وی در این دوره هم در ادامهٔ مطالعات و پژوهشهای خودش در عرصه‌های مختلف، هم تنظیم نوشته‌ها و یادداشت‌های پراکندهٔ مارکس و ترتیب ترجمهٔ آثار چاپ‌شده‌اش به دیگر زبان‌های اروپایی، و هم شرکت فعالانه در فعالیت‌های سیاسی و مبارزاتیِ روبه گسترش جنبش‌ها و احزاب سوسیالیستی درگیر بود. دوستان نزدیک انگلس از جمله ببل، لیبکنشت و کائوتسکی که نگران تنها شدن او بودند، به او اصرار کردند که از انگلستان به اروپا بازگردد، اما انگلس قاطعانه مخالفت کرد و گفت «به کشوری نخواهم رفت که فرد را می‌توان از آن‌جا اخراج کرد» و در لندن ماند.
او قبل از سرگرفتن کارهای پژوهشی خودش، در انبوهِ عظیم و نامنظمِ نوشته‌ها و یادداشت‌های مارکس به جستجو پرداخت. پس از مرگ مارکس، هلن دموت خانه‌دار مارکس به منزل انگلس منتقل شد، و در کار تنظیم نوشته‌ها، منشی‌گری، و مدیریت خانه به انگلس کمک می‌کرد. در این جست‌وجو، انگلس متوجه شد که متنِ جلد دوم کتاب سرمایه عملاً تکمیل شده بوده و مارکسِ با وسواس همیشگی‌اش از ترس فشارهای انگلس برای تسریع در چاپ آن، او را بی‌خبر گذاشته بود. انگلس که به‌قول خودش تنها کسی بود که می‌توانست خط مارکس را بخواند، از ۱۸۸۳ کار سختِ تنظیم نهایی کتاب را آغاز کرد. چشمانش سخت ضعیف شده بود و به‌سختی می‌توانست بخواند، اما سرانجام جلد دوم سرمایه را در ۱۸۸۵ منتشر ساخت. به‌تدریج از جوان‌ترها، از برنشتاین و کائوتسکی هم کمک گرفت. چند سال بعد در ۱۸۹۴ نیز جلد سوم را منتشر کرد. بحث‌های مفصل و گوناگونی در مورد نحوهٔ ویراستاری جلدهای دوم و به‌ویژه سوم مطرح است که مجال طرح آن‌ها در این‌جا نیست. مسئله این‌جاست که انجامِ این کار غول‌آسا بدون انگلس ممکن نمی‌بود.

## فعالیت نظری و عملی برای جنبش کارگری
انگلس از سال ۱۸۷۱ عضو شورای کل «انترناسیونال اول» شد و مسئولیت دبیرخانهی آن را برای کشورهای بلژیک، دانمارک، پرتغال، اسپانیا و ایتالیا برعهده گرفت. در سال‌های بعد نخست کتاب «دیالکتیک طبیعت» را منتشر کرد که در آن قوانین اصلی دیالکتیک را توضیح داده و در حوزهٔ علوم طبیعی به کار بسته بود. در سال ۱۸۷۵ به همراه مارکس «نقد برنامهٔ گوتا» را منتشر کرد که در آن روند تکوین سوسیال دمکراسی آلمان مورد سنجش قرار گرفته‌است.
انگلس در فاصلهٔ سال‌های ۱۸۷۶ تا ۷۸ کتاب مشهور خود «آنتی دورینگ» را به نگارش درآورد که نوعی دانشنامهٔ مارکسیستی است. وی در این کتاب که نام واقعی آن «آقای اویگن دورینگ علم را دگرگون می‌کند» است، به نقد اندیشه‌های یک استاد دانشگاه پرداخته که به باور انگلس دیدگاه‌هایی «ارتجاعی» و «خرده‌بورژوایی» دربارهٔ سوسیالیسم تبلیغ می‌کرده‌است.

## واژگونی فلسفهٔ هگل
انگلس نیز مانند مارکس تحت تأثیر فلسفهٔ هگل بود، ولی درونمایهٔ آن را رد می‌کرد. وی همچون دیگر «هگلی‌های جوان» معتقد بود که فلسفهٔ هگل بر سر خود ایستاده‌است و باید آن را واژگون ساخت تا بر روی پاهای خود قرار گیرد. معنای این سخن آن بود که همزمان با حفظ هستهٔ دیالکتیکی فلسفهٔ هگل، باید درونمایهٔ ایده آلیستی آن را دور ریخت و آن را با ماتریالیسم انباشت.
انگلس در مهم‌ترین آثار فلسفی خود، یعنی «آنتی دورینگ»، «دیالکتیک طبیعت» و «لودویگ فویرباخ و پایان فلسفهٔ کلاسیک آلمانی»، تلاش کرد دعوی اعتبار دیالکتیک را از افق‌های ماتریالیسم تاریخی فراتر ببرد. این تلاش‌های فکری تنها برخاسته از راهکارهای مبارزهٔ حزبی و طبقاتی نبود، بلکه همزمان پاسخی بود به نیازهای زمانه و واکنشی در برابر افزایش اهمیت تفکرات مبتنی بر علوم طبیعی. در آن دوره، در میان نخبگان فکری جنبش کارگری، اندیشه‌های داروین و دیگر طبیعی‌دانان گسترش داشت. از آنجا که دانش‌های طبیعی، شناخت دقیق از جهان به‌شمار می‌رفت، ضروری بود مرزهای حوزه‌هایی که در آن‌ها تصورات مکانیکی حاکم بودند، به دقت ترسیم شود تا به گفتهٔ انگلس، تکیه‌گاه نظری «ایده آلیسم» و «ماتریالیسم غیر دیالکتیکی» فروریزد.
بر این پایه بود که انگلس در کتاب «آنتی دورینگ»، وظیفه‌ای بسیار سنگین بر دوش «دیالکتیک» می‌نهد و آن را به «دانش حرکت عمومی و قوانین تکامل طبیعت، جامعهٔ انسانی و تفکر» برمی‌کشد. به گفتهٔ انگلس، وحدت واقعی جهان برخاسته از مادیت آن است. مکان و زمان، اشکال بنیادین هستی هستند و هستی بیرون از مکان به همان اندازه بی‌معناست که بیرون از زمان. به نظر انگلس، حرکت یا جنبش، شیوهٔ برجا هستی ماده است و مادهٔ بی‌حرکت هرگز و هیچ‌جا وجود نداشته‌است.
بدین سان انگلس در آموزه‌های معرفت‌شناختی و هستی‌شناختی خود، ماده را جانشین «امر مطلق» در فلسفهٔ شلینگ و هگل می‌کند، منتها این ماده پدیده‌ای ایستا نیست، بلکه اصلی پویاست. انگلس معتقد بود آنچه واقعاً هست، مادی است و آنچه مادی است واقعاً هست. بر این پایه، نمی‌توان به معنای واقعی سخن از واقعیتی غیرمادی سخن گفت.

## مرگ
سرانجام انگلس در پنجم ماه اوت سال ۱۸۹۵، در سن ۷۴ سالگی، در اثر خفگی، در شهر لندن درگذشت. خاکستر او را در ساحل بیچی هد (Beachy Head) واقع در نزدیکی ایستبورن (Eastbourne) پراکنده کردند.

## آثار و تالیفات
- خانواده مقدس
- وضعیت طبقه کارگر در انگلستان (۱۸۴۵)
- جنگ دهقانان در آلمان (۱۸۵۰)
- انتی دورینگ در علم (۱۸۷۸)
- ضد دورینگ
- سوسیالیسم: اتوپیایی و علمی (۱۸۸۰)
- دیالکتیک طبیعت (۱۸۸۳)
- منشأ خانواده، مالکیت خصوصی و دولت (۱۸۸۴)
- در مورد مسئله مسکن.[۲۱]

### آثار ترجمه شده
- آنتی دورینگ (دورینگ در علم): فردریش انگلس، مصحح: عزیزالله علیزاده، تهران: انتشارات فردوس، ۱۳۹۵، (وزیری، شومیز)، ۳۶۸ صفحه. ISBN 978-964-320-557-7[۲۲]
- در مورد مسئله مسکن: فریدریش انگلس، مترجم: مهدی خانبابا تهرانی، مصحح: عزیزالله علیزاده، تهران: انتشارات فردوس، ۱۳۹۵، (رقعی، شومیز)، ۱۶۰ صفحه. ISBN 978-964-320-550-8[۲۳]
- وضع طبقه کارگر در انگلستان، فریدریش انگلس، ترجمه نوید قیداری، ۱۴۰۰، (رقعی، الکترونیکی) ۷۳۴ صفحه.
- ایدئولوژی آلمانی: کارل مارکس، فریدریش انگلس، مترجم: تیرداد نیکی، مصحح: عزیزالله علیزاده، تهران: انتشارات فردوس، ۱۳۹۵، (وزیری، گالینگور)، ۸۱۶ صفحه.ISBN 978-964-320-573-7[۲۴]
- شیخاوندی، داور، پنج مقالهٔ مارکس و انگلس دربارهٔ ایران.